# Памятник Котовскому (Кишинёв)
Па́мятник Кото́вскому — памятник Григорию Котовскому, российскому революционеру, советскому военному и политическому деятелю периода Гражданской войны.
Установлен в 1954 году в столице Молдавии городе Кишинёв на площади Котовского (ныне площадь Константина Негруцци) перед отелем «Космос» в ознаменование 36-й годовщины Советской армии. Это был один из первых монументальных памятников в послевоенной Молдавии.

## История

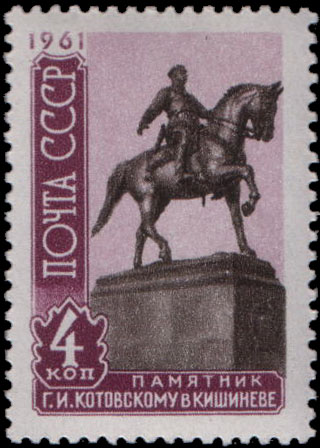
Памятник Г. И. Котовскому в Кишеневе (ск. Л. Дубиновский и др.). Художник: Х. Ушенин. Марка СССР, номинал - 4к.

Первоначально памятник Г. Котовскому планировали воздвигнуть в самом центре Кишинёва на месте памятника королю Румынии Фердинанду I. Затем был проект 1947 года работы скульптора Льва Муравина и архитектора И. Каракиса. Было ещё несколько проектов. В итоге в жизнь был воплощён проект работы творческого коллектива в составе И. Г. Першудчева и А. И. Посядо, молдавских скульпторов, заслуженных деятелей искусств Молдавской ССР Л. И. Дубиновского и К. Д. Китайки и главного архитектора Кишинева Наумова.

## Описание
Представляет собой массивный пьедестал из красного гранита, обрамлённый высеченным из гранита венком. На постаменте установлена пятиметровая бронзовая конная статуя, с восседающим на коне Г. Котовским. На лицевой стороне постамента расположен бронзовый щит, с инициалами и годами жизни знаменитого политического деятеля на котором выбито «Котовский Григорий Иванович. 1881—1925».
Памятник достигает двенадцати метров в высоту. Вес бронзовой скульптуры около двадцати тонн, одна только сабля весит 95 килограммов.